# Lang Lang
Lang Lang (en xinès: 郎朗; pinyin: Láng Lǎng; Shenyang, 14 de juny de 1982) és un pianista virtuós xinès que viu actualment als Estats Units. Lang ha tocat amb les orquestres més prestigioses d'Europa, dels Estats Units i de la Xina.
Va tenir una infància dura pels sacrificis que li significava estudiar piano (amb confrontaments amb el seu pares). Nen prodigi, essent guanyador d'un concurs als cinc anys. Els seus pares, músics de professió van sofrir les conseqüències de la Revolució Cultural. La seva projecció internacional començà el 1999 amb disset anys. Després de presentar-se a diferents concursos internacionals que va guanyar, es traslladà als Estats Units on estudià a l'Institut Curtis de Filadelfia.
S'ha dedicat a promoure fundacions per a nens i, també, ha fet publicitat per a diverses empreses. Els crítics consideren que les seves interpretacions tenen un caràcter molt personal fugint de conceptes preconcebuts.
Aquest artista ha visitat Catalunya diverses vegades. Lang Lang va debutar a Barcelona, al Palau de la Música Catalana, la temporada 2006-07 amb la promotora Ibercàmera. La segona visita va ser a L'Auditori de Barcelona (en un concert organitzat per una empresa de viatges) el 27 de juny de 2008, amb la Filharmònica de Viena dirigida per Zubin Mehta. La tercera visita amb va ser a la temporada Palau 100, el 10 de gener de 2010 al Palau de la Música de Barcelona en solitari en la temporada Palau 100. En la quarta, arran de la seva gira del 2012 ho va fer, el 22 d'abril, a l'Auditori de Barcelona.
En una cinquena visita, va tornar a actuar al mateix auditori, i va inaugurar la temporada 2013-2014 interpretant balades de Chopin i sonates de Mozart.
És Cofrare d'Honor del Cava.
El 2008 es va publicar en vuit idiomes diferents la seva autobiografia, titulada en castellà Lang Lang: Un viaje de miles de kilómetros. La seva trajectòria professional ha esdevingut un veritable fenomen de masses. El 2009 la revista Time el va considerar una de les cent persones més influents del món. L'any anterior, l'associació nord-americana Recording Academy el va nomenar ambaixador cultural de la Xina. També el 2010 va ser escollit ambaixador oficial de la Shanghai Expo i era la tercera vegada que és escollit amb un títol semblant, ja que el 2004 va ser nomenat ambaixador internacional de bona voluntat per l'UNICEF. El govern xinès el va triar després com a ambaixador de la Federació de Tots els Joves.